# Live 8
 (juillet 2015).
Si vous disposez d'ouvrages ou d'articles de référence ou si vous connaissez des sites web de qualité traitant du thème abordé ici, merci de compléter l'article en donnant les références utiles à sa vérifiabilité et en les liant à la section « Notes et références ».

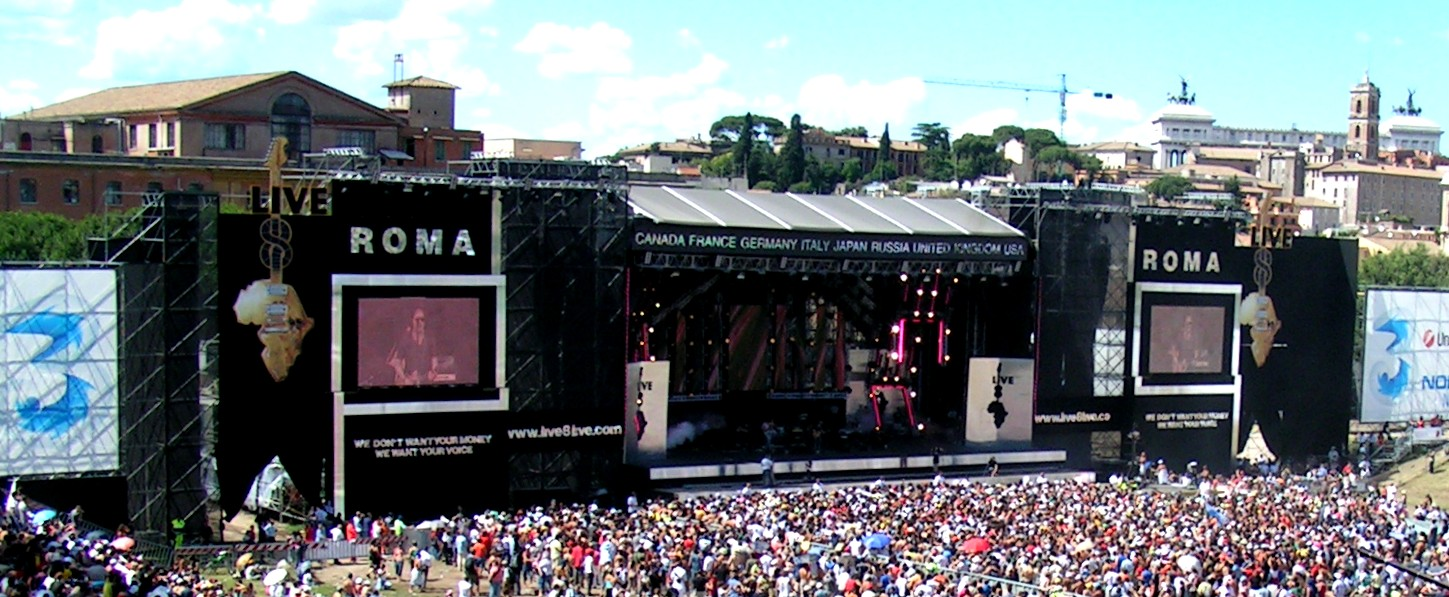
Le Live 8 à Rome

Live 8 est une série des concerts qui a eu lieu au début du mois de juillet 2005 dans les pays membres du G8. Les concerts précédèrent le sommet du G8 qui eut lieu à l’hôtel Gleneagles, dans le Perthshire, au Royaume-Uni. Le Live 8 coïncide aussi avec le vingtième anniversaire du Live Aid. Cette manifestation est menée en parallèle avec la campagne britannique « Make Poverty History » (en français : « Faisons de la pauvreté de l'histoire ancienne »). Cette campagne vise à faire pression sur les dirigeants des pays les plus riches de la planète pour qu’ils effacent la dette publique des pays les plus pauvres, notamment ceux d’Afrique, qu’ils augmentent et améliorent l’aide humanitaire et économique et qu’ils établissent des règles commerciales plus justes pour ces pays. 
Les concerts se sont tenus le 2 juillet à Londres au Royaume-Uni, Berlin en Allemagne, Rome en Italie, Tokyo au Japon, Johannesburg en Afrique du Sud, Moscou en Russie, Philadelphie aux États-Unis d'Amérique, Barrie au Canada, Versailles en France ; et quelques jours plus tard à Édimbourg au Royaume-Uni.
Lors du concert londonien est invitée Birhan Woldu, l'une des enfants devenue un symbole de la Famine de 1984-1985 en Éthiopie.

La participation de Pink Floyd à ce concert est exceptionnelle : le groupe se reforme en quatuor pour la première fois depuis 1979 et le retour de Roger Waters depuis son départ en 1985. C'est également le dernier concert du groupe, car le claviériste Richard Wright, pilier du son du groupe, meurt en 2008. L'ambiance du groupe avant de jouer le concert a inspiré les paroles de la dernière chanson du groupe, Louder Than Words en 2014.

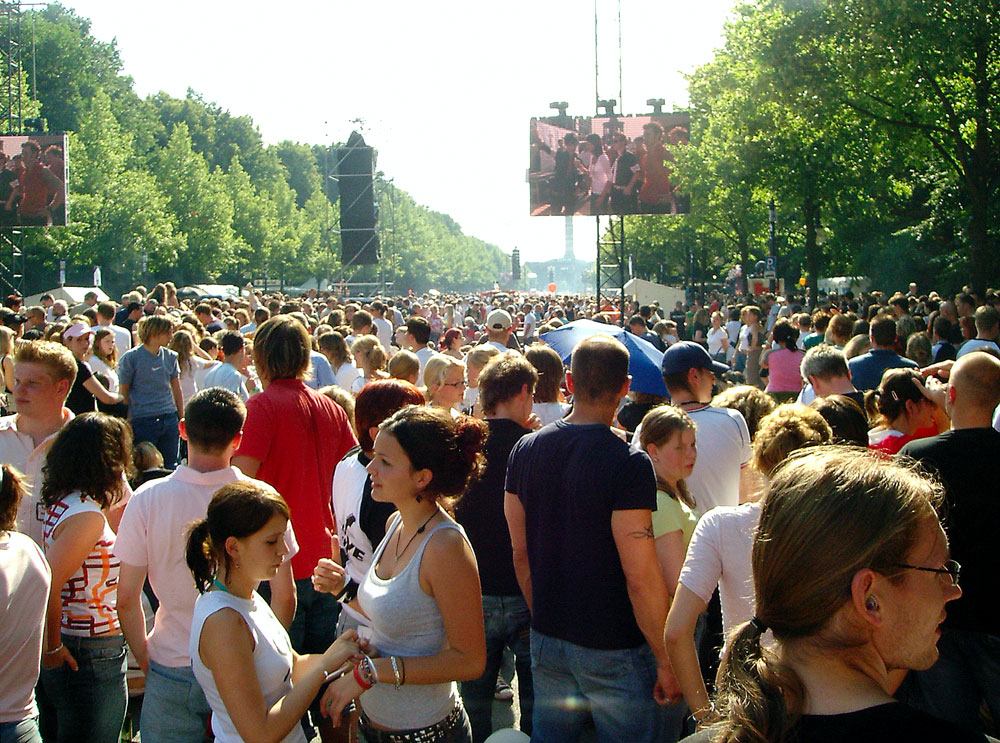
Le Live 8 au Tiergarten de Berlin

## Artistes présents
| - Mariah Carey - Richard Ashcroft - Madonna - Coldplay - Dido - Bob Geldof - Elton John - Pete Doherty - Keane - The Killers - Annie Lennox - Paul McCartney - Ms. Dynamite - George Michael - Youssou N'Dour - Pink Floyd - R.E.M. - Razorlight - Scissor Sisters - Snoop Dogg - Snow Patrol - Stereophonics - Sting - Joss Stone - Travis - U2 - UB40 - Velvet Revolver - The Who - Robbie Williams - 4Peace Ensemble - Jabu Khanyile and Bayete - Lindiwe - Lucky Dube - Mahotella Queens - Malaika - Orchestra Baobab - Oumou Sengare - Zola - Nelson Mandela (speaker) - Björk - Def Tech - Do As Infinity - Dreams Come True - Good Charlotte - McFly - Rize | - a-ha - Audioslave - BAP - Brian Wilson - Chris de Burgh - Crosby, Stills & Nash - Daniel Powter - Die Toten Hosen - Faithless - Green Day - Herbert Grönemeyer - Joana Zimmer - Juan Diego Florez - Juli - Katherine Jenkins - Reamonn - Renee Olstead - Roxy Music - Sasha - Silbermond - Söhne Mannheims - Wir sind Helden - Biagio Antonacci - Claudio Baglioni - Alex Britti - Cesare Cremonini - Duran Duran - Francesco De Gregori - Elisa - Gemelli Diversi - Irene Grandi - Faith Hill - Jovanotti - Luciano Ligabue - Fiorella Mannoia - Tim McGraw - Meg - Negramaro - Negrita - Nek - Noa - Orchestra Piazza Vittorio - Mauro Pagani - Laura Pausini - Piero Pelù - Max Pezzali - Planet Funk - Povia - Ron - Stefano Senardi - Tiromancino - Velvet - Antonello Venditti - Le Vibrazioni - Renato Zero - Zucchero - Bravo - Bi-2 - Pet Shop Boys - Moral Code X - Spleen - Valery Sutkin | - Alicia Keys - Black Eyed Peas - Bon Jovi - Dave Matthews Band - Def Leppard - Destiny's Child - Jars of Clay - Jay-Z - Josh Groban - Kaiser Chiefs - Kanye West - Keith Urban - Linkin Park - Maroon 5 - Rob Thomas - Sarah McLachlan - Stevie Wonder - Will Smith - Andrea Bocelli avec le Philharmonie der Nationen - Alpha Blondy - Amel Bent - Axelle Red - Calogero - Cerrone / Nile Rodgers - Craig David - The Cure - Diam's - Dido - Disiz La Peste - Faudel - Florent Pagny - David Hallyday - Kool Shen - Kyo - Louis Bertignac - M. Pokora - Magic System - Muse - Placebo - Raphael - Shakira - Tina Arena - Yannick Noah - Youssou N'Dour | - Daara J - Dido ¹ ³ - Modou Diouf - Chartwell Dutiro - Frititi - Peter Gabriel (Host/Performer) - Akim El Sikameya - Emmanuel Jal - Johnny Kalsi (Host) - Salif Keïta - Angélique Kidjo - Kanda Bongo Man - Thomas Mapfumo & the Blacks Unlimited - Mariza - Coco Mbassi - Maryam Mursal - Youssou N'Dour & Le Super Étoile (Host/Performer) ¹ ² ³ - Ayub Ogada - Geoffrey Oryema - Shikisha - Siyaya - Tinariwen - Bryan Adams - African Guitar Summit - Jann Arden - Barenaked Ladies - Blue Rodeo - Tom Cochrane - Bruce Cockburn - The Bachman Cummings Band - DMC - Deep Purple - Celine Dion (via satellite) - DobaCaracol featuring Kna'an - Great Big Sea - Les Trois Accords - Gordon Lightfoot - Jet - Mötley Crüe - Our Lady Peace - Sam Roberts - Simple Plan - The Tragically Hip - Neil Young |

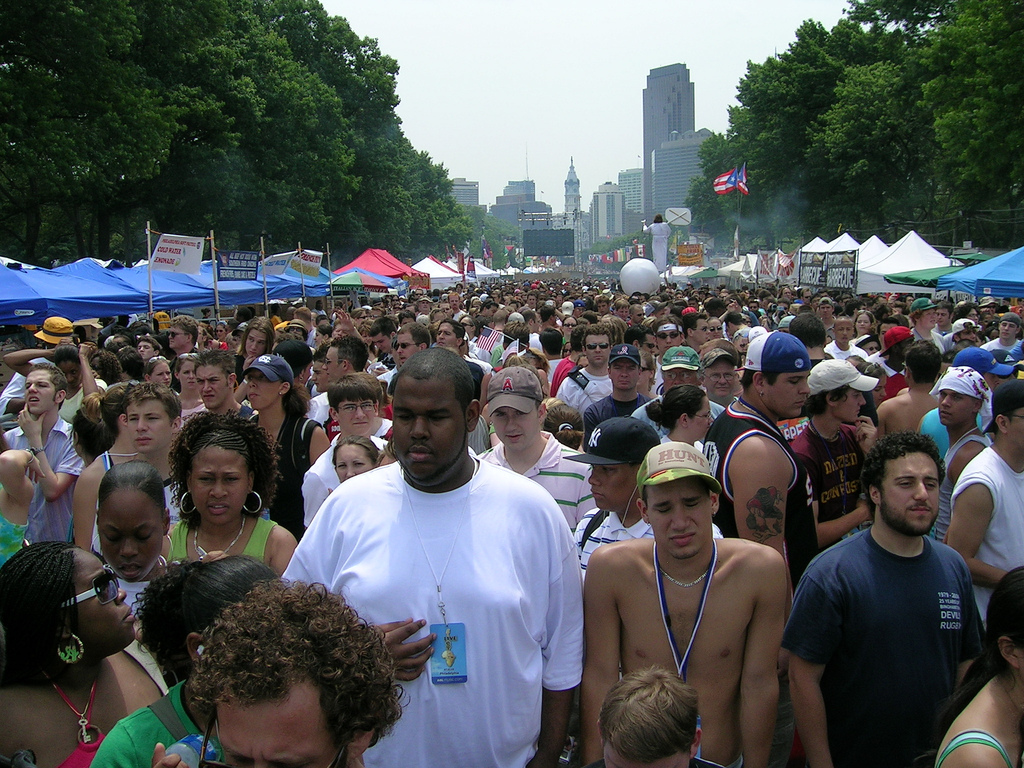
Live 8 à Philadelphie

L'organisateur principal est Bob Geldof, chanteur dans les Boomtown Rats, aidé par Midge Ure.